# Pantherturm

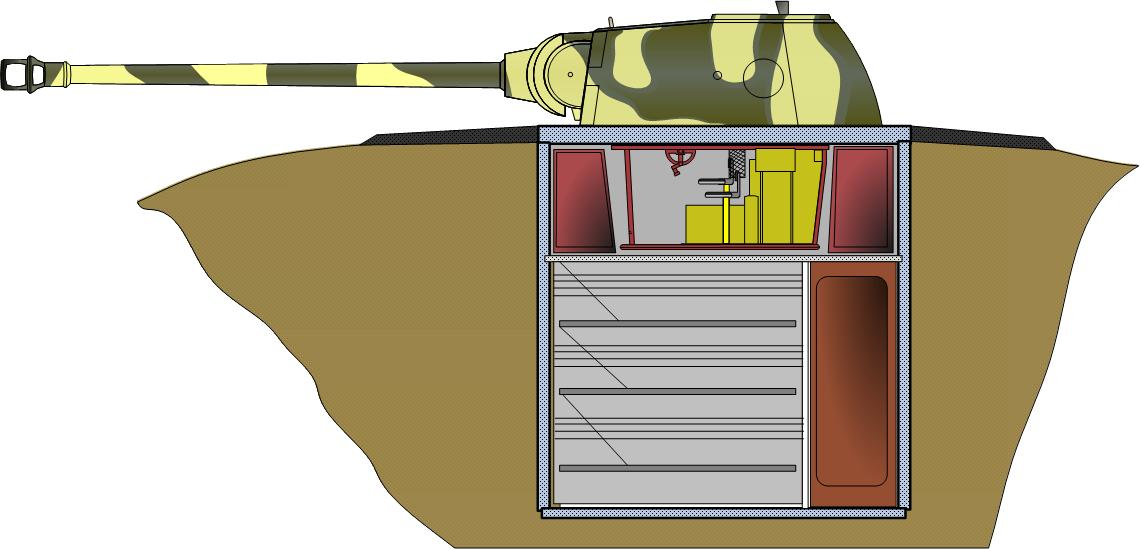
Pantherturm ze schronem

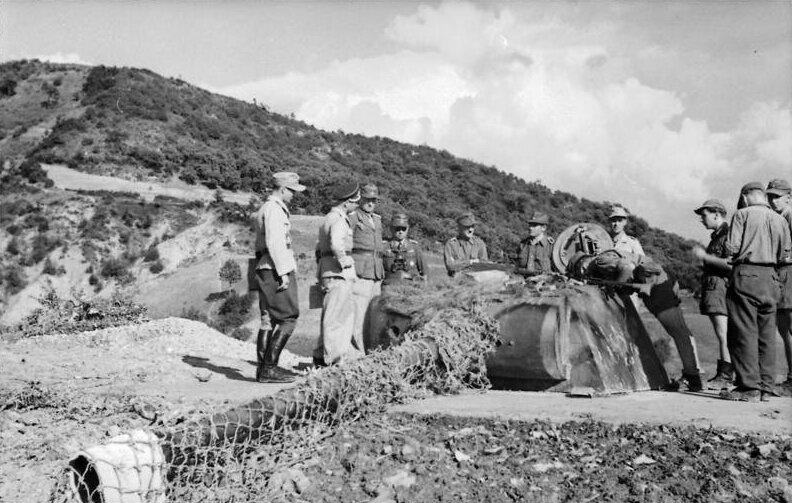
Inspekcja „wieży Pantery” przez oficerów niemieckich latem 1944 we Włoszech

Pantherturm (pol. Wieża Pantery) – wieża z armatą kalibru 75 milimetrów niemieckiego czołgu średniego Panzerkampfwagen V Panther, wykorzystywana przez Niemców jako działo polowe przeciwko wojskom alianckim podczas II wojny światowej. Wieże pochodziły z bieżącej produkcji i egzemplarzy remontowanych; z czasem pojawiły się cięższe i zmodernizowane wersje ściśle forteczne z pogrubionym pancerzem górnym (40 milimetrów wobec oryginalnych 17 milimetrów).
Pantherturm montowano na żelbetowych schronach, stalowych podstawach w formie prostopadłościanu lub osadzano na konstrukcji zbudowanej z drewnianych bali. Gotowe stanowisko ogniowe obsypywano ziemią w ten sposób, by nad powierzchnię wystawała jedynie niska wieża którą dodatkowo maskowano. Wewnątrz wieży zaopatrzonej w zasilanie elektryczne które umożliwiało wentylację i obrót wieży, znajdował się przedział bojowy i pomieszczenie mieszkalne. W celu utrudnienia zdobycia „wieży Pantery” zabezpieczano ją polem minowym. 
W czasie II wojny światowej zbudowano co najmniej kilkaset stanowisk, wykorzystując je między innymi na liniach umocnień jak Wał Atlantycki i linia Zygfryda (182 sztuki), Gotów (48), Gustawa we Włoszech. Do 1945 powstało 268 stanowisk.

## Zachowane egzemplarze
We wrześniu 2001 zdemolowany, wysadzony przez załogę pantherturm został odnaleziony w czasie prac ziemnych w Szczecinie na Dziewokliczu. Po restauracji i wyprostowaniu lufy wieża została udostępniona do zwiedzania w Forcie Gerharda w Świnoujściu. Drugi zachowany egzemplarz znajduje się na umocnieniach granicy francusko-niemieckiej.